# 泰米·多尔菲斯
泰米·多尔菲斯（英語：Temi Dollface）是尼日利亚的电子流行音乐歌手，生于8月2日，在英格兰长大。她的音乐被形容为“一种爵士乐风格、充满活力与戏剧性的音乐”。她最著名的作品是2013年的单曲《Pata Pata》，这首单曲获得了全非音乐奖的四项提名，分别是“最佳音乐录像”、“非洲大陆的启示”、“最佳非洲流行歌曲”和“非洲大陆最有前途的艺人”。2016年，在她的一部新专辑即将发行之前，她发行了单曲《Beep Beep》。

## 事业
多尔菲斯与英国索尼唱片公司签订了五年期合同。2003年9月，多尔菲斯应玛丽·布莱姬的邀请参加了在拉各斯世博中心举行的“灵魂姐妹（英語：Sisters with Soul）”音乐会。此后，她获得了克里斯·布朗、拉桑·帕特森、菲米·库蒂、凯齐亚·琼斯等人的支持，并应可口可乐公司邀请，与金·阿德和玛伊·阿巴加一起参与内罗毕的音乐电视节目《可乐工作室》（英語：Coke Studio）。
2013年，她发行了单曲《Pata Pata》。这首歌曾在Ndani TV的肥皂剧《吉迪向上》（英語：Gidi Up）第一季中出现。这首歌使她赢得了2014年12月全非音乐奖“最佳音乐录像”、“非洲大陆的启示”、“最佳非洲流行歌曲”和“非洲大陆最有前途的艺人”等四项提名。此音乐的MV很受欢迎，常在MTV世界、O频道、声音城市（英語：Soundcity）、第一音乐（英語：One music）、TVC等频道播放。
单曲《Just Like That (Story)》发行之后，2016年，泰米·多尔菲斯在她的一部专辑发行之前发行了她的第三首单曲《Beep Beep》。《非洲音乐》（英語：Music in Africa）杂志将这首歌描述为“艺术家将‘女权运动’推向流行文化和政治对话中心所作的贡献”。这是一首以20世纪30年代的歌舞表演为背景的情歌。维瓦纳亚（英語：VivaNaija）说，“尼日利亚艺人泰米 · 多尔菲斯的最新单曲非常棒。它就像是多种吉尔·斯科特式的非洲打击乐的混合。我从中听出了新灵魂（英語：Nu-soul）、放克音乐的感觉。贾奈尔·梦内和埃里卡·巴杜坐在一家滑稽的咖啡馆里和费拉一起喝茶。我热爱这首歌。”
2016年8月，多尔菲斯凭借歌曲《School Your Face》获得了全非音乐奖“西非最佳女艺人”提名。多尔菲斯在谈到这首音乐时说：“作为创作者，我喜欢用我处理衣物的方式来处理音乐中的对比效果和歌词。只需要一个触发点或一个灵感片断，我就可以创作剩下的内容。”
2016年10月，她与德勒-索西米非洲管弦乐团（英語：Dele Sosimi Afrobeat Orchestra）以及布里斯（英語：Breis）、 布米·托马斯、 非洲男孩和作家特蒂达（英語：Tiggs da）等艺术家一起出席2016年伦敦庆祝活动。

## 个人生活
多尔菲斯热衷于健身。她的时尚觸覺受到了大众关注。